# ヘンゼン細胞
ヘンゼン細胞（ヘンゼンさいぼう、英：cells of Hensen）とは、内耳において蝸牛管の下壁に存在するコルチ器を構成している支持細胞の一つである。ダイテルス細胞の外側に位置し、コルチ器の傾斜部を構成している。